# Yeshivá Mercaz HaRav Kook
La Yeshivá Mercaz HaRav Kook ( en hebreo: ישיבת מרכז הרב ) es una yeshivá sionista religiosa que está situada en la ciudad de Jerusalén, en el estado de Israel, fue fundada en el año 1924 por el Rabino Abraham Isaac Kook, desde entonces, muchos líderes sionistas han estudiado en esta yeshivá. En esta misma yeshivá tuvo lugar la Masacre de Mercaz HaRav, durante la noche del 6 de marzo de 2008, Alaa Abu Dhein, un ciudadano palestino del barrio de Jabel Mukaber en Jerusalén Este, entró en la yeshivá Mercaz HaRav con una arma de fuego y empezó a disparar, matando a ocho estudiantes e hiriendo a quince más, hasta que finalmente él también fue abatido por los disparos de una arma de fuego.